# Novo Três Passos
Novo Três Passosm é um distrito do município brasileiro de Marechal Cândido Rondon, no estado do Paraná.